# 鏡川正光
鏡川 正光（かがみがわ まさみつ、1879年11月1日 - 1941年4月20日）は、高知県吾川郡吾川村出身で友綱部屋に所属した大相撲力士。本名は大野 正光（旧名定吉）。7代鳴戸。最高位は西前頭2枚目。172cm、90kg。

## 来歴
板垣退助に進められて入門、1901年5月初土俵。鏡川の四股名は関脇初代海山や大関國見山も名乗った友綱部屋の出世名である。1907年1月十両昇進。1908年1月場所で6勝2敗1分1預の好成績をあげ、翌場所で新入幕。成績は振るわなかったが、東西制の恩恵もあって2枚目まで進んだ。下戸であって性格は真面目で稽古熱心だった。鏡川の四股名は板垣退助が命名し、一度改めたがすぐに復した。1914年1月に引退し鳴門を襲名。1927年5月に廃業後は料亭を経営した。

## 成績
- 幕内12場所25勝51敗36休8分預

## 改名歴
鏡川→八幡山→鏡川